# ムジカ (銅像)
ムジカ (Musica ) は、アメリカ合衆国テネシー州ナッシュビルの銅像。ミュージック・ロウのオウエン・ブラッドリー公園向かい、ディヴィジョン通りと16番通り北を結ぶラウンドアバウト(またはバディ・キレン・サークル)の芝生の円内にある。ミュージック・ロウ近辺の都市再開発の一環として建てられ、2003年に完成した。

## 構成
アラン・ルクワイアの最大の作品の1つで、全米でも最大の彫刻の1つである。全長約38フィート(11.5m)のダンスをする裸の男女9体で構成されている。うち4体が中央で縦に組まれ、5体が周りを囲んでいる。一番上の女性の像はタンバリンを持っている。それぞれの体長は実際の人間の2倍以上の14フィート(4.27m)から15フィート(4.57m)である。人体は青銅でできており、土台は地元ナッシュビルで採掘した巨大な石灰岩でできている。
ワイオミング州ランダーにてほとんどの部分を作業し、それぞれをナッシュビルに運んできて組み立てた。総重量は10トンに及ぶ。

## 表現
ルクワイアは以下のように記した:
"ダンスとは音楽の身体的表現であり、これは見る人に簡単に情熱的に楽しげに伝えることができる。像のテーマは、この場所の歴史的、経済的象徴である音楽である。ここはミュージック・ロウの中心地であり、ナッシュビルの芸術活動はよく知られている。この像はナッシュビル、過去、現在、未来への音楽の重要性を表現し、何も言わずともジャンルを問わない音楽であることを表現している。これはこの地域あるいは市全体のアイコンとなることを意味する。テーマは音楽であるが、像は芸術的創造性そのものを表現している。芸術的アイデアはしばしば驚異的で自然発生する。これがこの像に起こることであり、タイトルの『ムジカ』はムーサの芸術全てに当てはまると思う"
彼はまた多文化主義、多様性、人種の融合に関して語った。
"カントリーだけでなく、全ての音楽ジャンルを表現したく、私はいつも私たちの文化の反映について表現したかった。恐ろしいほど数多い民族による多文化の町なのだから"
顔や体に実際のモデルを採用し、コーカソイド女性2人、コーカソイド男性1人、アフリカ系アメリカ人男女1人ずつ、アジア系アメリカ人女性1人、ネイティヴ・アメリカン男性1人、ヒスパニック男女1人ずつが製作された。

## 資金
110万ドルの計画に匿名の地元の芸術ファンたちが寄付をした。メトロ・ナッシュビル芸術局と議会による承認を得て、計画支持者はルクワイアに接触した。ルクワイアは以下のように語った:
"彼らはナッシュビルの歴史的にも未来にも重要なこの場所に残る何かをしたかった。またミュージック・ロウの重要性を象徴するものがないと感じていた。そのためラウンダバウトの中心に常に思い描いていたモニュメントを製作した"

## 抗議
ルクワイアは性的ではない芸術を表現したにもかかわらず、裸を描写したことで抗議された。
テレビのコメンテイターであるラリー・ブリントンはこの像を「裸の像」と呼んだ。ナッシュビルのトゥー・リバーズ・バプティスト教会の元牧師のジェリー・サットンは「モーセの十戒は私的な資金でも建てられなかったのに、公的な場所に私的な資金を投じて裸の像が建てられたのは偽善的に感じる」と語った。サットンと他の者はこの像の撤去を申請したが却下された。
この像の支持者は反対派と同様に熱心であった。『テネシアン』紙のコラムニストのゲイル・カーは「これは芸術である。しかし裸の芸術であり、予想通り落胆している者もいる。私はその理由はわからない。裸の像はすでにあちこちにあるのだから」と記した。彼女はさらに「もしあなたが銅像に対して、ムジカのタンバリンがあなたを駆り立てる特殊な指向を持っているなら、ランダバウトに行かなければよい。トガを着せるな」と記した。
2010年の聖パトリックの祝日に、地元の音楽グループのウイリス・クランとその友人たちは、イベント用に彼らが作成したサイズが大きいケルト人のキルトやブラウスを像に着せ、あるローカル・ニュースで「最高のいたずら」として報じられた。2011年も同様に実行されたが、暴風のため何度も着せ直さなければならなかった。以降、イベントのたびに何か着せられるようになり、ナッシュビル・プレデターズのプレイオフではTシャツを着せられ、カントリー・ミュージック・マラソンの際はゼッケンがつけられた。